# 在田村
在田村（ありたむら）は、兵庫県加西郡にあった村。現在の加西市中心部の北方、中国自動車道・加西インターチェンジの周辺から北方一帯にあたる。

## 地理
- 河川：万願寺川、芥田川

## 歴史
- 1889年（明治22年）4月1日 - 町村制の施行により、上野村・広原村・上芥田村・殿原村・鴨谷村・中富村・北村・佐谷村・笹倉村・越水村・別所村・下芥田村の区域をもって発足。
- 1955年（昭和30年）3月1日 - 多加野村・西在田村と合併して泉町が発足。同日在田村廃止。

## 交通

### 道路
現在は旧村域に中国自動車道の加西インターチェンジが所在するが、当時は未開通。